# Miljörapporten
Miljörapporten var ett kunskapsföretag inom miljö- och hållbarhetsfrågor. Företaget arrangerade konferenser, seminarier och utbildningar, gav ut tidskriften MiljöRapporten samt den dagliga omvärldsbevakningen MiljöRapporten Direkt som publiceras digitalt. 
Miljörapporten vände sig framförallt till miljöchefer, hållbarhetsansvariga, och andra som arbetar professionellt med frågor som rör CSR, miljöledning, etik och socialt ansvar.
MiljöRapporten grundades 1989 och var ett av de först svenska exemplen på det ökade intresset för frågor som rörde miljö och socialt ansvar inom näringslivet, det som också kallas CSR, Corporate Social Responsibility. Efter några år ökades bevakningsområdet för tidningen till att också omfatta miljö- och hållbarhetsarbete inom myndigheter och organisationer.
Genom ett sammangående med Miljöaktuellt bildades i april 2016 tidningen Aktuell Hållbarhet, och Miljörapporten och Miljöaktuellt lades ner.